# Distretto di Pampa Hermosa (Junín)
Il distretto di Pampa Hermosa  è uno degli  otto distretti della provincia di Satipo, in Perù. Si trova nella regione di Junín e si estende su una superficie di 566,82  chilometri quadrati.